# Troféu Playa de Palma-Palma de 2020
A 29.ª edição da clássica ciclista Troféu Playa de Palma-Palma foi uma carreira na Espanha que se celebrou a 2 de fevereiro de 2020 sobre um percurso de 159,6 km na ilha balear de Maiorca. A carreira fez parte do quarto troféu da Challenge Ciclista a Mallorca de 2020.
A carreira fez parte do UCI Europe Tour de 2020, calendário ciclístico dos Circuitos Continentais da UCI dentro da categoria 1.1. O vencedor foi o italiano Matteo Moschetti da Trek-Segafredo. Completaram o pódio, como segundo e terceiro classificado respectivamente, o alemão Pascal Ackermann da Bora-Hansgrohe e o também italiano Andrea Pasqualon da Circus-Wanty Gobert.

## Equipas participantes
Tomaram parte na carreira 23 equipas: 5 de categoria UCI WorldTeam, 9 de categoria UCI ProTeam, 8 de categoria Continental e uma selecção nacional. Formaram assim um pelotão de 159 ciclistas dos que acabaram 133. As equipas participantes foram:
| Equipes WorldTeam (5)- Bora-Hansgrohe - Lotto Soudal - Movistar Team - Israel Start-Up Nation - Trek-Segafredo Equipes ProTeam (9)- Bardiani CSF Faizanè - Burgos-BH - Caja Rural-Seguros RGA - Euskaltel-Euskadi - Arkéa-Samsic - Gazprom-RusVelo - Sport Vlaanderen-Baloise - Circus-Wanty Gobert - Vini Zabù-KTM Equipes Continentais (8)- Kometa-Xstra - Canyon DHB p/b Bloor Homes - Team SKS Sauerland NRW - Gios Kiwi Atlántico - Equipo Kern Pharma - Team Work Service Romagnano - Swiss Racing Academy - Memil Equipe nacional- Suíça |
| |

## Classificação final
- A classificação finalizou da seguinte forma:[3]

| \| Classificação geral \| Classificação geral \| Classificação geral \| Classificação geral \| Classificação geral \| \| Ciclista \| Ciclista \| Equipe \| Tempo \| \| \| ------------------- \| ------------------- \| ------------------------ \| ------------------- \| ------------------- \| \| 1. \| Matteo Moschetti \| Trek-Segafredo \| 3h46m29s \| \| \| 2. \| Pascal Ackermann \| Bora-Hansgrohe \| + 0s \| \| \| 3. \| Andrea Pasqualon \| Circus-Wanty Gobert \| + 0s \| \| \| 4. \| Amaury Capiot \| Sport Vlaanderen-Baloise \| + 0s \| \| \| 5. \| Stefano Oldani \| Lotto-Soudal \| + 0s \| \| \| 6. \| Cedric Beullens \| Sport Vlaanderen-Baloise \| + 0s \| \| \| 7. \| Juan José Lobato \| Fundación-Orbea \| + 0s \| \| \| 8. \| Jon Aberasturi \| Caja Rural-Seguros RGA \| + 0s \| \| \| 9. \| Emīls Liepiņš \| Trek-Segafredo \| + 0s \| \| \| 10. \| Giovanni Lonardi \| Bardiani CSF Faizanè \| + 0s \| \| |                  |                          |          |
| |                  |                          |          |
| Fonte: ProCyclingStats |                  |                          |          |
| Classificação geral |                  |                          |          |
| Ciclista | Ciclista         | Equipe                   | Tempo    |
| 1. | Matteo Moschetti | Trek-Segafredo           | 3h46m29s |
| 2. | Pascal Ackermann | Bora-Hansgrohe           | + 0s     |
| 3. | Andrea Pasqualon | Circus-Wanty Gobert      | + 0s     |
| 4. | Amaury Capiot    | Sport Vlaanderen-Baloise | + 0s     |
| 5. | Stefano Oldani   | Lotto-Soudal             | + 0s     |
| 6. | Cedric Beullens  | Sport Vlaanderen-Baloise | + 0s     |
| 7. | Juan José Lobato | Fundación-Orbea          | + 0s     |
| 8. | Jon Aberasturi   | Caja Rural-Seguros RGA   | + 0s     |
| 9. | Emīls Liepiņš    | Trek-Segafredo           | + 0s     |
| 10. | Giovanni Lonardi | Bardiani CSF Faizanè     | + 0s     |

## UCI World Ranking
O Troféu Playa de Palma-Palma outorgou pontos para o UCI World Ranking para corredores das equipas nas categorias UCI WorldTeam, UCI ProTeam e Continental. As seguintes tabelas são o barómetro de pontuação e os 10 corredores que obtiveram mais pontos:
| Posição   | 1.º | 2.º | 3.º | 4.º | 5.º | 6.º | 7.º | 8.º | 9.º | 10.º | 11.º | 12.º | 13.º-15.º | 16.º-25.º |
| Pontuação | 125 | 85  | 70  | 60  | 50  | 40  | 35  | 30  | 25  | 20   | 15   | 10   | 5         | 3         |

| Classificação |                  |                          |        |
| Posição       | Ciclista         | Equipa                   | Pontos |
| ------------- | ---------------- | ------------------------ | ------ |
| 1.º           | Matteo Moschetti | Trek-Segafredo           | 125    |
| 2.º           | Pascal Ackermann | Bora-Hansgrohe           | 85     |
| 3.º           | Andrea Pasqualon | Circus-Wanty Gobert      | 70     |
| 4.º           | Amaury Capiot    | Sport Vlaanderen-Baloise | 60     |
| 5.º           | Stefano Oldani   | Lotto Soudal             | 50     |
| 6.º           | Cédric Beullens  | Sport Vlaanderen-Baloise | 40     |
| 7.º           | Juan José Lobato | Fundación-Orbea          | 35     |
| 8.º           | Jon Aberasturi   | Caja Rural-Seguros RGA   | 30     |
| 9.º           | Emīls Liepiņš    | Trek-Segafredo           | 25     |
| 10.º          | Giovanni Lonardi | Bardiani-CSF-Faizanè     | 20     |